# Барканов, Владимир Васильевич
Владимир Васильевич Барканов (род. 5 августа 1963, Резекне) — российский политик, член Совета Федерации (2011).

## Биография

### Политическая карьера
Дважды — в декабре 2002 года и в марте 2007 года — избирался депутатом Законодательного Собрания Санкт-Петербурга. Председатель бюджетно-финансового комитета третьего и четвёртого созывов ЗС СПб.
9 марта 2011 г. губернатор Петербурга Валентина Матвиенко подписала постановление о назначении В.Барканова членом Совета Федерации. Виктор Евтухов, до этого представлявший Смольный в верхней палате российского парламента, в середине февраля 2011 г. был назначен заместителем министра юстиции РФ.
Сложил полномочия сенатора досрочно 10 сентября 2011 года (спустя 10 дней после делегирования в СФ Валентины Матвиенко).